# Vaxskrivare
Vaxskrivare eller termo-transferskrivare är en typ av skrivare som arbetar med vax från patroner som värms upp och sedan appliceras på pappret med små stift. Vaxskrivaren ger snabba och kvalitativa färgutskrifter.